# C16H11N3O3
化学式C16H11N3O3（摩尔质量：293.28g/mol）可以指：
- 对位红，CAS号：6410-10-2
- 镁试剂II，CAS号：5290-62-0
- 阿特波龙，CAS号：237430-03-4
- 颜料橙2，CAS号：6410-09-9

|  | 这个同类索引页列出了具有相同分子式的化学物（即同分異構體）条目。 除非您是有意链接至本页，否则应将相应条目的内部链接指向正确的条目。 |